# (8250) Cornell
(8250) Cornell (1980 RP) – planetoida z grupy pasa głównego asteroid okrążająca Słońce w ciągu 5,53 lat w średniej odległości 3,12 au. Odkryta 2 września 1980 roku.